# Galium minutissimum
Galium minutissimum là một loài thực vật có hoa trong họ Thiến thảo. Loài này được T.Shimizu mô tả khoa học đầu tiên năm 1963.